# 柳布诺市镇

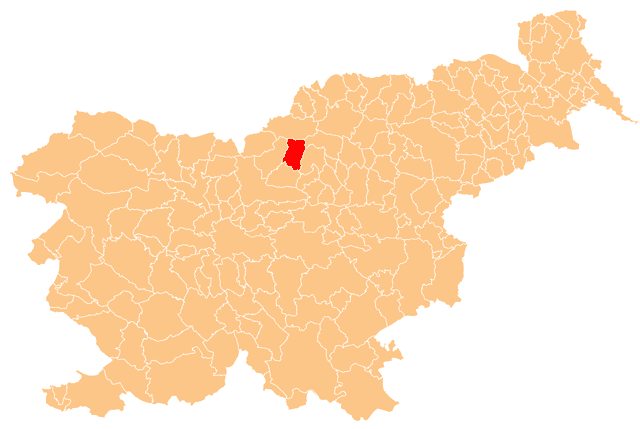
柳布諾市镇於斯洛維尼亞的位置

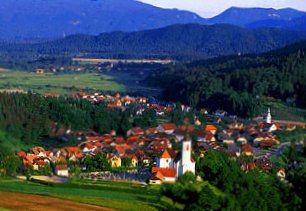
柳布諾

柳布诺市镇是斯洛文尼亞北部的一個市镇，行政中心為薩維尼亞河畔柳布諾。面積78.9平方公里，2002年人口2,701。

## 外部連結
- 官方网站  （斯洛文尼亚文）